# Berthold Bühler
Berthold Bühler (* 12. Februar 1952 in Meßkirch) ist ein deutscher Koch, Restaurantbesitzer und Hotelier.

## Leben und Wirken

### Ausbildung und frühe Karriere
Nach seiner Ausbildung zum Koch arbeitete Bühler 1970 als Chef de Partie auf der MS Rotterdam. Danach ging er als Souschef zu Günter Scherrer in das Restaurant San Francisco im Hotel Hilton in Düsseldorf, das mit einem Michelin-Stern ausgezeichnet war.

1978 machte Bühler in Baden-Baden seine Meisterprüfung und wurde Küchenchef im Sheraton in Essen. In dieser Position erhielt er die Auszeichnung zum weltbesten Konzernkoch.

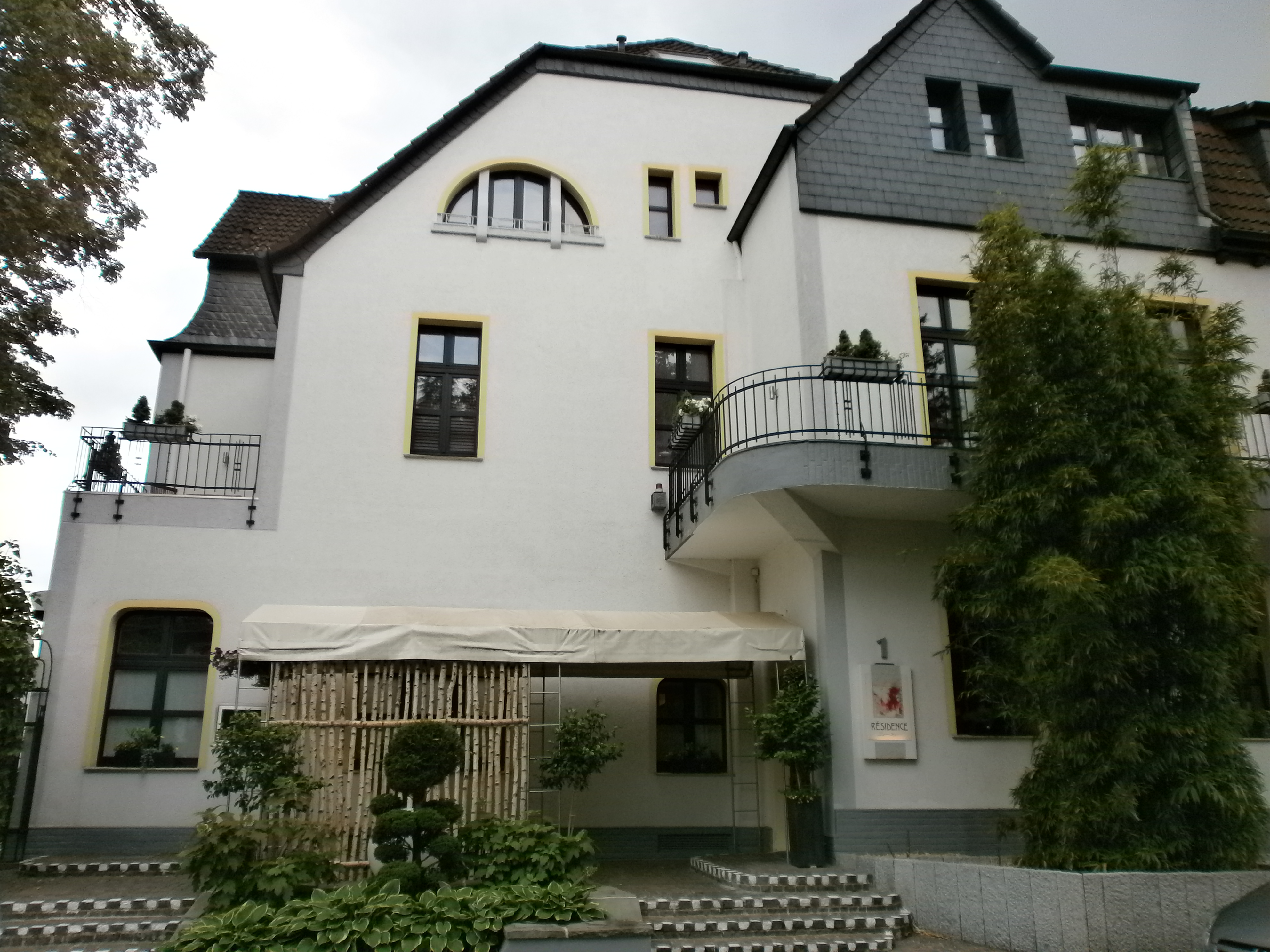
Hotel Restaurant Residence Essen

### Résidence in Essen-Kettwig
Im Januar 1983 wurde Bühler Eigentümer und gemeinsam mit Henri Bach Küchenchef im Restaurant Résidence in Essen-Kettwig. 1984 wurde der erste Michelin-Stern verliehen, 1989 der zweite, den er über 30 Jahre bis zu seinem Ruhestand halten konnte.
Im Februar 2012 beendete Henri Bach die 27-jährige Zusammenarbeit mit Bühler und Bühler machte Eric Werner und Erik Arnecke zu Küchenchefs der Résidence. Ab 2015 war Eric Werner alleiniger Küchenchef.
Ende 2016 schloss Bühler nach 34 Jahren sein Hotel-Restaurant und ging in den Ruhestand.

### Privates

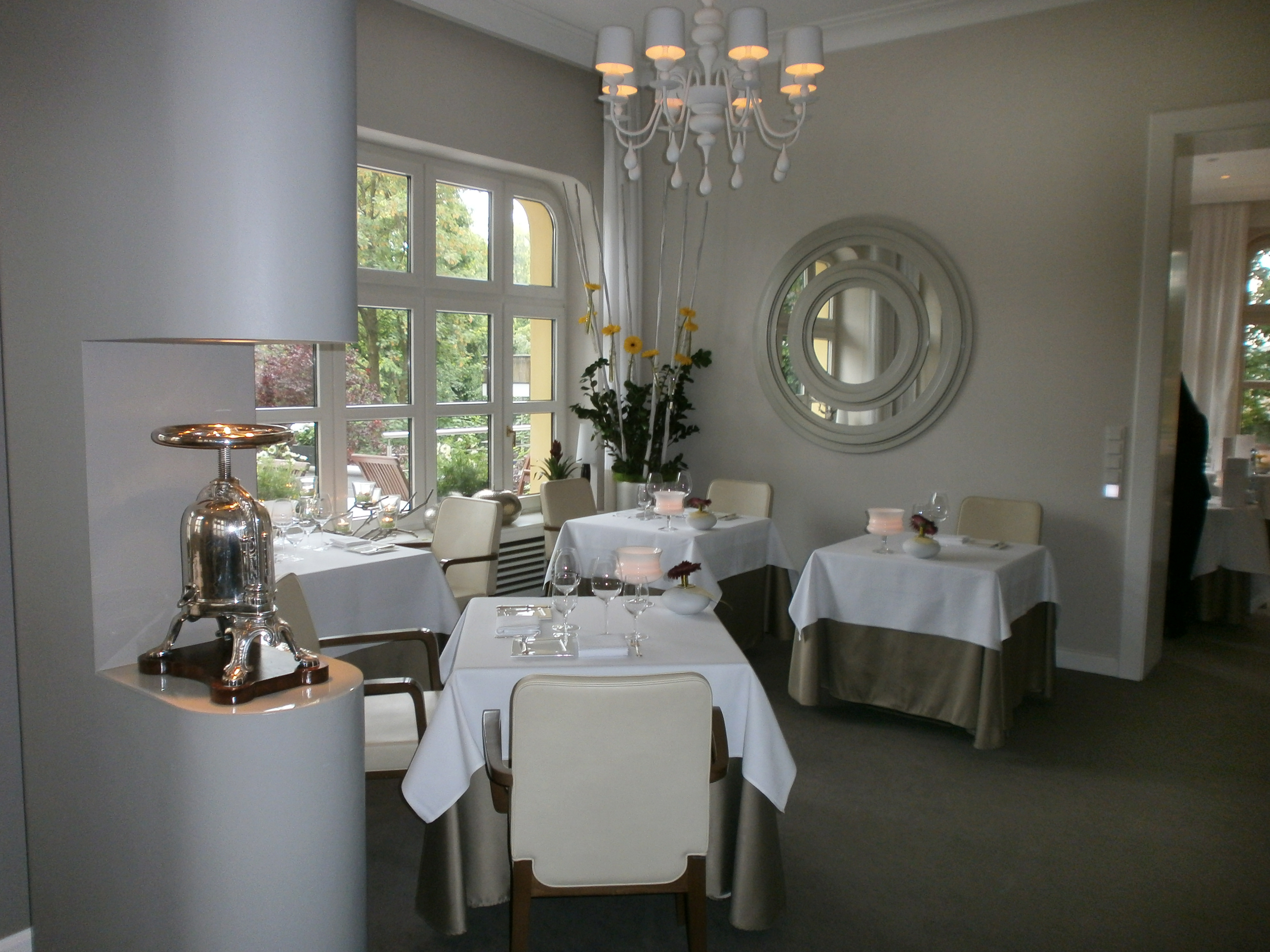
Innenansicht Residence

Bühler ist verheiratet und hat Kinder. Seine Frau Uta Bühler war von 2004 bis 2016  Herausgeberin des Magazins Sternklasse, das sich dem Thema Restaurant-Service im Spitzenbereich widmete.

## Auszeichnungen
- 1984: Ein Michelinstern für das Restaurant Résidence
- 1989: Zwei Michelinsterne für das Restaurant Résidence
- 2012: Bürger des Ruhrgebiets

## Veröffentlichungen
- Geheimnisse aus der Sterneküche von Berthold Bühler / Henri Bach von Bianca Killmann, Fackelträger-Verlag 2009, ISBN 978-3-7716-4403-1.